# Sarcocolle
La sarcocolle est une résine végétale autrefois utilisée en médecine comme vulnéraire. Elle est généralement identifiée comme le produit de certaines espèces d'Astragale (Astragalus fasciculifolius (en) ou Astragalus sarcocolla (en)) originaires du Moyen-Orient, mais certains auteurs ont également proposé qu'elle pouvait provenir d'arbustes du genre Penaea (en) (Penaea mucronata ou Penaea sarcocolla) qui croissent en Afrique du Sud.

## Étymologie
Le terme grec σαρκοκόλλα (sarkokólla) est composé des racines σάρξ (sarks), « chair », et  κόλλα (kólla), « colle », et fait allusion aux propriétés de la substance à cicatriser les plaies.